# Gratioleae
Gratioleae es una tribu de plantas de flores perteneciente a la familia Plantaginaceae. Comprende los siguientes géneros:

## Géneros
- Adenosma - Amphianthus - Bacopa - Capraria - Dopatrium - Gratiola - Limnophila - Lindenbergia - Mecardonia - Otacanthus - Scoparia - Stemodia